# USC Trojans

Il logo dei Trojans.

Gli USC Trojans (conosciuti anche come Southern California Trojans) sono le squadre sportive rappresentanti della University of Southern California (USC) di Los Angeles, in California (Stati Uniti). Mentre i membri delle squadre maschili sono appellati Trojans le donne sono chiamate indifferentemente Women of Troy o Trojans. I colori ufficiali della squadra sono il rosso cardinale e il giallo oro.
L'athletic program della USC è aggregato alla Big Ten Conference e nella sua storia ha vinto 136 titoli nazionali, di cui 112 sotto l'egida della NCAA. Questa straordinaria quantità di trofei colloca l'istituto come terzo in assoluto tra le università americane più vincenti in ambito sportivo.
La più grande rivale di USC è UCLA (anche quest'ultima con sede a Los Angeles), rivalità sentita non solo a livello sportivo tra i Trojans e i Bruins, ma anche a livello scolastico e didattico. Tuttavia negli ultimi anni è molto sentita anche la rivalità con la University of Notre Dame, soprattutto nelle partite di football americano, sport nel quale la sfida annuale tra le due squadre viene considerata una delle più importanti rivalità del college football. Un'altra rivalità è quella contro Stanford.

## Quadro generale

### Record
- I Trojans hanno vinto un totale di 137 titoli nazionali, 114 dei quali sotto l'egida della NCAA.[2] È la terza squadra universitaria statunitense ad aver ottenuto più titoli nazionali, dietro soltanto a UCLA e Stanford.
- Le squadre maschili dei Trojans hanno vinto 98 titoli nazionali (di cui 85 NCAA), più di qualsiasi altra università statunitense.[3]
- Le squadre femminili dei Trojans hanno vinto 39 titoli nazionali (di cui 28 NCAA), terze negli Stati Uniti.[2][3]
- I Trojans hanno vinto almeno un titolo nazionale per 26 anni consecutivi (tra la stagione 1959-1960 e la stagione 1984-1985).
- I Trojans hanno ottenuto la prima posizione del National College All-Sports Championship (un ranking annuale elaborato da USA Today a partire dal 1971) per 6 volte.
- Gli atleti di sesso maschile in sport individuali hanno ottenuto 302 titoli nazionali NCAA, il numero maggiore di titoli ottenuti da qualsiasi programma sportivo statunitense a livello di college; per quanto riguarda le atlete, queste hanno aggiunto altri 55 titoli nazionali individuali, facendo raggiungere ai Trojans il numero di 357 titoli nazionali individuali complessivi.
- Sono 4 i Trojans ad aver ottenuto il prestigioso James E. Sullivan Award, il premio annuale assegnato al miglior atleta amatoriale degli Stati Uniti: il tuffatore Sammy Lee (1953), il pesista Parry O'Brien (1959), il nuotatore John Naber (1977) e la nuotatrice Janet Evans (1989).
- 2 atlete della USC hanno ottenuto la Honda-Broderick Cup, il premio annuale assegnato alla miglior atleta della nazione: la cestista Cheryl Miller (1983-1984) e la velocista Angela Williams (2001-2002). Le atlete della USC nel loro complesso hanno vinto ben 8 volte l'Honda Award.

### Lo scandalo tangenti del 2019
Dopo lo scoppio dello "scandalo tangenti" del 2019, a seguito del quale sono rimasti coinvolti i college e le università più prestigiose degli Stati Uniti, la USC ha licenziato la Senior associate athletic director Donna Heinel (accusata di aver ricevuto più di 1,3 milioni di dollari in tangenti per falsificare i requisiti atletici allo scopo di far ottenere l'ammissione a più di 20 studenti) e il coach della squadra di pallanuoto dei Trojans, Jovan Vavic (sotto indagine per aver ricevuto 250.000 dollari in tangenti), dopo essere stati formalmente accusati dalla procura federale. Anche il coach della squadra femminile di calcio, Ali Khosroshahin, nonché la sua assistente, Laura Janke, sono stati accusati e processati per estorsione (racketeering).

## Squadre sportive
Nel programma sportivo della USC sono comprese 10 squadre maschili e 13 squadre femminili, tutte partecipanti a campionati NCAA.
| Uomini           | Donne            |
| ---------------- | ---------------- |
| Baseball         | Pallacanestro    |
| Pallacanestro    | Beach volley     |
| Football         | Cross country    |
| Golf             | Golf             |
| Nuoto e tuffi    | Lacrosse         |
| Tennis           | Canottaggio      |
| Atletica leggera | Calcio           |
| Pallavolo        | Nuoto e tuffi    |
| Pallanuoto       | Tennis           |
|                  | Atletica leggera |
|                  | Pallavolo        |
|                  | Pallanuoto       |

### Football
La squadra di football degli USC Trojans è nata nel 1888 e ha totalizzato un record complessivo di 793 vittorie, 313 sconfitte e 54 pareggi, con una percentuale vittoria di più del 70%. La rivista SPORT, nel dicembre 1998, ha classificato la squadra dei Trojans al 4° posto nel ranking tra le migliori squadre del XX secolo; ESPN, nel 2009, ha posizionato i Trojans al 2° posto nel suo ranking storico.
Per ben 11 volte nella loro storia, gli USC Trojans sono stati eletti come campioni nazionali. I Trojans sono inoltre la squadra ad aver visto il massimo numero di suoi atleti premiati con l'Heisman Trophy, ovvero il riconoscimento al miglior giocatore di college football della stagione, cioè 8. Tra questi, ben 3 giocatori sono stati nominati tra il 2002 e il 2005: Carson Palmer nel 2002, Matt Leinart nel 2004 e Reggie Bush nel 2005. Oltre a quest'ultimo, altri 4 giocatori giocavano nel ruolo di running back: Mike Garrett (1965), O. J. Simpson (1968), Charles White (1979 e Marcus Allen (1981). Ben 12 giocatori dei Trojans sono entrati a far parte della Pro Football Hall of Fame e (al 2017) sono 501 i Trojans selezionati in occasione del NFL Draft: nessun'altra squadra di college football ha fatto altrettanto.
Dal 1959, i Trojans sono stati 18 volte campioni della propria conference di appartenenza, raggiungendo la finale e uscendone sconfitti in altre 6 occasioni. USC ha tutt'oggi il miglior record (.660) tra le 65 squadre che hanno ottenuto almeno 10 presenze nei bowl games; i Trojans, inoltre, sono stati nominati per partecipare al prestigioso Rose Bowl per 34 volte (un record nel college football). Per 17 volte almeno un giocatore dei Trojans è stato nominato nella selezione All-American. Il record ufficiale dei Trojans non considera 9 vittorie ottenute e poi non considerate a seguito di penalità subite dalla NCAA per violazioni del suo regolamento.

### Baseball
La squadra di baseball degli USC Trojans ha una lunga tradizione di vittorie: con 12 titoli nazionali ottenuti nella sua storia, gli USC Trojans sono la squadra di gran lunga più vincente a livello di college (nessun'altra squadra ne ha vinti più di 6). A partire dalla nascita della squadra, il record complessivo è di 2221-1093-15 (per una percentuale di vittorie che sfiora il 70%) contro le altre rappresentative universitarie, riuscendo a vincere il titolo di conference per 38 volte (in solitaria o a pari merito). Il coach più noto dei Trojans è stato Rod Dedeaux, che ha gestito la squadra dal 1942 al 1986 e che ha guidato i Trojans alla vittoria di 11 titoli NCAA (di cui 5 di fila, tra il 1970 e il 1974).
Dalle file dei Trojans sono usciti diversi giocatori che poi hanno avuto successo in MLB: Ron Fairly, Don Buford, Tom Seaver, Dave Kingman, Fred Lynn, Roy Smalley, Steve Kemp, Mark McGwire, Randy Johnson, Bret Boone, Jeff Cirillo, Barry Zito, Geoff Jenkins, Kent Hadley, Aaron Boone, Jacque Jones e Mark Prior. Sono 100 i Trojans che hanno disputato almeno una partita in Major League, mentre molti altri sono entrati nel giro delle minors.

### Pallacanestro

#### Pallacanestro maschile
La squadra maschile di pallacanestro dei Trojans ha una lunga tradizione, essendo una delle sole 48 rappresentative universitarie statunitensi ad aver raggiunto e superato quota 1000 vittorie: il record complessivo, a partire dalla nascita della squadra nel 1907, è di 1357-974 (con una percentuale di vittorie del 58%), vincendo 14 titoli nazionali. Nel 2007, la squadra è riuscita ad ottenere il suo record di vittorie stagionali, raggiungendo la Sweet Sixteen nel NCAA Tournament. La stagione successiva, tuttavia, la squadra è stata duramente colpita dallo scandalo che ha riguardato il suo giocatore di punta, O.J. Mayo, accusato di aver ricevuto impropriamente (secondo le norme NCAA) somme di denaro durante la sua stagione ai Trojans e prima di essere stato scelto dai Timberwolves nel NBA Draft 2008 (al pari di Reggie Bush, running back della squadra di football dei Trojans). In conseguenza di questo, la USC considera il suo record nella stagione 2007-2008 di 1 vittoria e 32 sconfitte. Nel 2021, i Trojans sono arrivati a disputare l'Elite Eight nel NCAA Tournament.